# Claire Bender
Pour les articles homonymes, voir Bender.
 (janvier 2019).
Si vous disposez d'ouvrages ou d'articles de référence ou si vous connaissez des sites web de qualité traitant du thème abordé ici, merci de compléter l'article en donnant les références utiles à sa vérifiabilité et en les liant à la section « Notes et références ».
Claire Bender, née le 30 septembre 1993 à La Haye, est une actrice néerlandaise.

## Filmographie

### Cinéma et téléfilms
- 2007 : Wie helpt mij nu nog? : Gerda Deen
- 2007 : Lege plekken : Gerda Deen
- 2009 : Lover of Loser (nl) : Julia
- 2011 : Levenslang (nl) : Lotte
- 2012 : Spangas : Marjolein
- 2012 : Moordvrouw : Jeltje Jongbloed
- 2012 : Dokter Deen (nl) : Liv
- 2015-2016 : Rundfunk : Marietje
- 2016 : puntUIT : Romy
- 2017 : B.A.B.S. (nl) : Tessa Romkes
- 2018 : Zomer in Zeeland (nl) : Lilian Beuker
- 2018 : Thin Ice : La fille
- 2019 : Morten (nl) : Kelly de Nooijer